# Comuna Berezînî, Radîvîliv
Berezînî (în ucraineană Березини) este o comună în raionul Radîvîliv, regiunea Rivne, Ucraina, formată din satele Berezînî (reședința), Kursîkî, Pasikî, Radîhivșciîna și Serednie.

## Demografie
Componența lingvistică a comunei Berezînî
     Ucraineană (99,77%)
     Alte limbi (0,23%)
Conform recensământului din 2001, majoritatea populației comunei Berezînî era vorbitoare de ucraineană (99,77%), existând în minoritate și vorbitori de alte limbi.